# Royall Tyler (universitaire)
Royall Tyler (né le 10 décembre 1936) est un universitaire américain, traducteur de littérature japonaise.
Descendant du dramaturge américain Royall Tyler (en) (1757–1826), il naît à Londres, grandit aux États-Unis et, 
au cours de ses études secondaires, en France. Il est titulaire d'un B.A. de langues d'extrême orient de l'université Harvard et d'un doctorat en littérature japonaise de l'université Columbia. Entre 1990 et sa retraite en 2000, il enseigne à l'université nationale australienne à Canberra. Il est précédemment enseignant à l'université d'État de l'Ohio, à l'université du Wisconsin à Madison et à l'université d'Oslo en Norvège. Il réside dans la partie rurale de la Nouvelle-Galles du Sud.

## Honneurs
- Ordre du Soleil Levant, rayons d'or avec ruban, 2008[2]
- Fondation du Japon : Prix de la Fondation du Japon, 2007[2]
- Japan-U.S. Friendship Commission Translation Award, 2001[2]

## Études et traduction (sélection)
- Pining Wind: A Cycle of Nô Plays, Cornell East Asia Papers, 1978.
- Granny Mountains: A Second Cycle of Nô Plays, Cornell East Asia Papers, 1978.
- Japanese Tales, Pantheon, 1987.
- French Folktales, Pantheon, 1989.
- Japanese Nô Dramas, Penguin, 1990.
- The Miracles of the Kasuga Deity, Columbia University Press, 1992.
- The Tale of Genji, Viking, 2001 (hardback) and Penguin, 2002 (paper).
- Mistress Oriku: Stories from a Tokyo Teahouse by Kawaguchi Matsutarô, Tuttle, 2007.
- The Glass Slipper and Other Stories by Yasuoka Shôtarô, Dalkey Archive Press, 2008.
- The Disaster of the Third Princess: Essays on The Tale of Genji, ANU E Press, 2009.
- The Ise Stories: Ise monogatari, University of Hawai'i Press, 2010 (with Joshua Mostow).
- Flowers of Grass by Fukunaga Takehiko, Dalkey Archive Press, 2012.
- The Tale of the Heike, Penguin, 2012.
- Before Heike and After: Hogen, Heiji, Jokyuki, CreateSpace, 2012.

## Source de la traduction
- (en) Cet article est partiellement ou en totalité issu de l’article de Wikipédia en anglais intitulé « Royall Tyler (academic) » (voir la liste des auteurs).